# Tromboncini

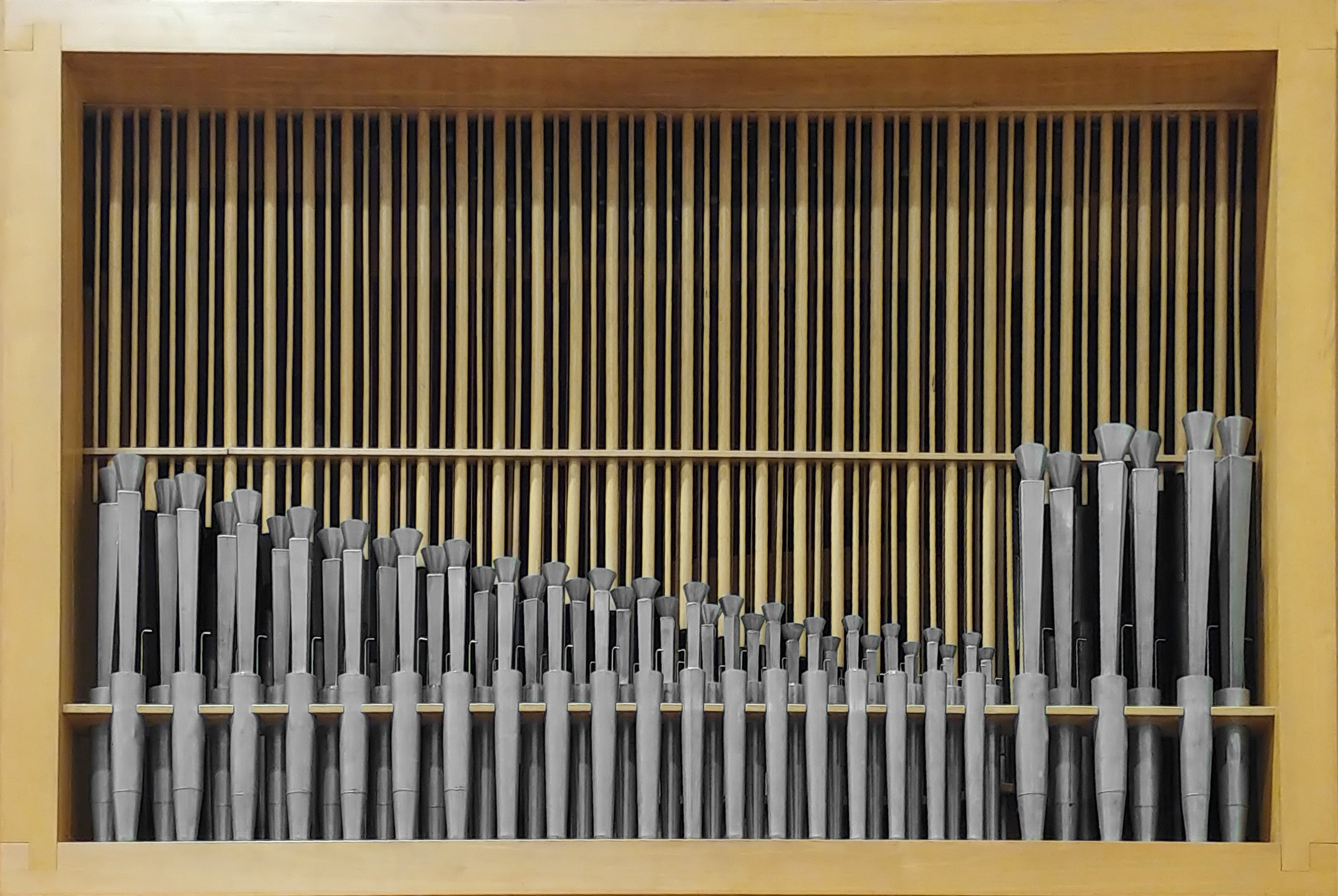
Tromboncini 8' dell'organo Tamburini opus 693 (1975) dell'Auditorium Fondazione Cassa di Risparmio di Firenze

Con tromboncini ci si riferisce a un particolare registro dell'organo.

## Struttura
Si tratta di un registro ad ancia appartenente alla famiglia dei Regali, e munito di risuonatori a doppio cono in metallo o in legno. Nato nell'Europa Centrale, venne introdotto in Italia nel corso del XVI secolo e divenne esclusivo e caratteristico della scuola organaria veneta a partire dal XVIII secolo.
Le piccole canne dei tromboncini sono solitamente disposte in facciata, davanti alle canne del principale.